# Première division de basket-ball de la république serbe de Bosnie
La Première Division de basket-ball de la république serbe de Bosnie (en serbe : Прва лига Републике Српске у кошарци), connue sous le nom de Meridianbet Prva muška liga RS pour des raisons de sponsoring, est une compétition professionnelle de basket-ball masculin de haut niveau en république serbe de Bosnie, en Bosnie-Herzégovine. Elle constitue l'une des trois divisions régionales de deuxième niveau du championnat de Bosnie-Herzégovine.
Avant la création de la Première Ligue de la république serbe, les équipes de cette région participaient aux Championnats de la république fédérale de Yougoslavie et aux Championnats de la SFR de Yougoslavie.
La Première Division, gérée par la Fédération de basket-ball de la république serbe, compte 13 équipes. Borac Banja Luka détient le record du plus grand nombre de titres, avec neuf.

## Histoire
Après la dissolution de la Ligue de la république fédérale socialiste de Yougoslavie en 1992, Borac Banja Luka a disputé la première division du championnat de la république fédérale de Yougoslavie lors de la saison 1992-1993. Toutefois, l'équipe a joué ses matchs à domicile à Ruma et Jagodina, en raison du contexte politique et des conditions logistiques.
Parallèlement aux compétitions yougoslaves, des tournois ont également été organisés en république serbe de Bosnie. Les 16 et 17 octobre 1993, le tournoi final du Championnat de la république serbe de Bosnie s'est tenu à Banja Luka. Grâce à ses victoires face à Semberija (100-62) et Orlovi (101-93), Borac est devenu le premier champion de la république serbe de Bosnie.

## Système de compétition
Le championnat se déroule en deux phases :
Première phase
La première phase est un championnat disputé selon un système aller-retour, où chaque équipe affronte les autres à domicile et à l'extérieur.
Deuxième phase (Play-Offs)
Les quatre équipes les mieux classées à l'issue de la phase régulière s'affrontent en Play-Offs. Le vainqueur de cette phase est sacré champion de la république serbe de Bosnie et obtient une place en Première Division de Bosnie-Herzégovine. En fonction de leur classement dans le championnat de Bosnie-Herzégovine, les clubs de la Republika Srpska se qualifient pour la Ligue adriatique.

## Clubs actuels
Clubs de la saison 2024/5.
| Club             | Ville      | Arène                           |
| ---------------- | ---------- | ------------------------------- |
| Akademac         | Banja Luka | JU SC Borik                     |
| Bratunac         | Bratunac   | SD Bratunac                     |
| Budućnost        | Bijeljina  | OŠ Vuk Karadžić                 |
| Drina Princip    | Zvornik    | JU RSC Zvornik                  |
| HEO              | Bileća     | SD Tijana Bošković              |
| Prijedor Spartak | Prijedor   | SD Mladost                      |
| Radnik BNB       | Bijeljina  | OŠ Vuk Karadžić                 |
| Rogatica         | Rogatica   | SD Rogatica                     |
| Sloboda 73       | Novi Grad  | SD Rogatica                     |
| Stars Basket     | Gradiška   | SD Arena                        |
| Student Igokea   | Banja Luka | SD Nenad Baštinac Aleksandrovac |
| Sutjeska         | Foča       | SD Foča                         |
| Varda HE         | Višegrad   | SD Višegrad                     |

## Palmarès
| Saison    | Champions                  | Score  | Finalistes              |
| --------- | -------------------------- | ------ | ----------------------- |
| 1993      | KK Borac Borovica          | 101-93 | KK Orlovi               |
| 1994-95   | KK Borac                   |        |                         |
| 1995-1996 | KK Borac Nektar            | 125-69 | KK Igokea               |
| 1996-1997 | KK Borac Nektar            |        |                         |
| 1997-1998 | KK Borac Nektar            | 2–0    | KK Leotar               |
| 1998-1999 | KK Borac Nektar            | 2–0    | KK Doboj putevi Modriča |
| 1999-2000 | KK Igokea                  | 2–1    | KK Borac Nektar         |
| 2000-2001 | KK Igokea                  | 2–0    | KK Borac Nektar         |
| 2001-2002 | KK Borac Nektar            | 2–0    | KK Igokea               |
| 2002-2003 | KK Leotar                  | 2–0    | KK Rudar Ugljevik       |
| 2003-2004 | KK Radnik Bijeljina        | 2–1    | KK Rudar Ugljevik       |
| 2004-2005 | KK Rudar Ugljevik          | 2–1    | Slavija (IS)            |
| 2005-2006 | KK Slavija (IS)            | 2–1    | KK Drina Birač          |
| 2006-2007 | KK Borac Nektar Banja Luka | 2-1    | KK Mladost MG           |
| 2007-2008 | KK Mladost (MG)            | 2–0    | KK Radnik Bijeljina     |
| 2008-2009 | KK Sutjeska Foča           | 2-1    | KK Bratunac Mins        |
| 2009-2010 | KK Varda HE                | 2–1    | KK Servicijum           |
| 2010-2011 | KK Servicijum              | 2–0    | KK Sutjeska Foča        |
| 2011-2012 | KK Radnik BN basket        | 2–0    | KK Građanski Bijeljina  |
| 2012-2013 | KK Građanski Bijeljina     | 2–0    | KK Heo                  |
| 2013-2014 | KK Heo                     | 2–1    | KK Sutjeska Foča        |
| 2014-2015 | KK Radnik BN basket        | 2–1    | KK Rogatica             |
| 2015-2016 | KK Prijedor                | 3–1    | KK Student              |
| 2016-2017 | KK Radnik BN basket        | 3–2    | KK Sutjeska Foča        |
| 2017-2018 | KK Bratunac                | 3–1    | OKK Borac Banja Luka    |
| 2018-2019 | KK Leotar                  | 3–2    | OKK Borac Banja Luka    |
| 2019-2020 | KK Borac Nektar            |        |                         |
| 2020-2021 | KK Radnik BN basket        | 3–2    | OKK Drina Princip       |
| 2021-2022 | KK Budućnost BN            | 3-1    | KK Slavija (IS)         |
| 2022-2023 | KK Prijedor Spartak        | 3–1    | KK Rogatica             |
| 2023-2024 | KK Jahorina                | 3–0    | Budućnost Profi         |

### Titres par clubs
| Club                   | Nombre de titres | Année du titre                                                               |
| ---------------------- | ---------------- | ---------------------------------------------------------------------------- |
| KK Borac Nektar        | 9                | 1993, 1994/95, 1995/96, 1996/97, 1997/98, 1998/99, 2001/02, 2006/07, 2019/20 |
| KK Radnik Bijeljina    | 5                | 2003/04, 2011/12, 2014/15, 2016/17, 2020/21                                  |
| KK Igokea              | 2                | 1999/00, 2000/01                                                             |
| KK Leotar              | 2                | 2002/03, 2018/19                                                             |
| KK Prijedor            | 2                | 2015/16, 2022/23                                                             |
| KK Rudar Ugljevik      | 1                | 2004/05                                                                      |
| KK Slavija IS          | 1                | 2005/06                                                                      |
| KK Mladost MG          | 1                | 2007/08                                                                      |
| KK Sutjeska Foča       | 1                | 2008/09                                                                      |
| KK Varda HE            | 1                | 2009/10                                                                      |
| KK Servicijum          | 1                | 2010/11                                                                      |
| KK Građanski Bijeljina | 1                | 2012/13                                                                      |
| KK HEO                 | 1                | 2013/14                                                                      |
| KK Bratunac            | 1                | 2017/18                                                                      |
| KK Budućnost BN        | 1                | 2021/22                                                                      |
| KK Jahorina            | 1                | 2023/24                                                                      |

## Voir plus
- Première division féminine de basket-ball de la république serbe de Bosnie
- Fédération de basket-ball de la république serbe de Bosnie